# لنسل
لنسل (انگلیسی: Lancel) شرکت کالای لوکس فرانسوی است، که در سال ۱۸۷۶ تأسیس شد.